# Nicholas Hammond
Nicholas Amine "Nick" Hammond (Washington, Estados Unidos, 15 de mayo de 1950) es un actor estadounidense, más conocido por sus papeles como Friedrich von Trapp en la película The Sound of Music y como Peter Parker/Spider-Man en la serie The Amazing Spider-Man.

## Primeros años
Hammond nació 15 de mayo de 1950, en Washington D. C., Estados Unidos. Hijo del coronel Thomas W. Hammond y la actriz inglesa Eileen Bennett, tiene un hermano llamado David. 
Hammond tenía solo 10 años cuando hizo su primera aparición cinematográfica en El Señor de las Moscas. Poco después de la filmación, Hammond apareció en Broadway en 1961. Nueve años más tarde apareció en su segunda obra de Broadway, Conducta Impropia.

## Carrera

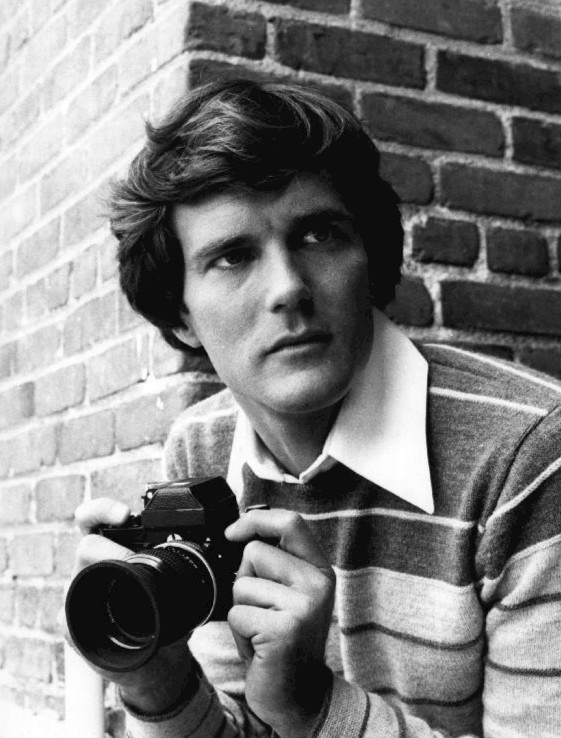
Hammond como Peter Parker en The Amazing Spider-Man, 1977.

Apareció en el popular anuncio de cereales del desayuno de Kellogs en los años 90.

### The Sound of Music
En 1965 se unió al elenco principal de la popular y exitosa película The Sound of Music donde dio vida a Friedrich von Trapp, el segundo de siete hijos de la familia von Trapp.
La película fue en general (según cuenta), una experiencia muy feliz para él.
En 1973 interpretó Doug Simpson en un episodio de la popular serie The Brady Bunch. También interpretó a Britt en dos episodios de la serie Gunsmoke, un año después apareció nuevamente en la serie ahora como Doak durante el episodio "Thirty a Month and Found". 
En 1977 apareció como invitado en la popular serie estadounidense Hawaii Five-O donde interpretó a Calvin, anteriormente había aparecido por primera vez en la serie en 1974 donde interpretó a Roger durante el episodio "The Banzai Pipeline".
Ese mismo año se unió al elenco de la serie The Amazing Spider-Man donde interpretó al súper héroe Peter Parker "Spider-Man" hasta 1979.
En el 2000 interpretó a Ben Water el director de la seguridad de la casa blanca en la serie BackBerner hasta el 2002. 
En el 2001 apareció en la película Child Star: The Shirley Temple Story donde interpretó al actor estadounidense Adolphe Menjou.
En el 2003 apareció como invitado en la serie CNNNN: Chaser Non-Stop News Network donde interpretó al comandante de la NASA Oscar F. Hepple. Ese mismo año apareció como invitado en la popular serie de ciencia ficción Farscape donde interpretó al doctor Adrian Walker y en la serie australiana Always Greener donde interpretó a Nigel Milne.
En el 2005 se unió al elenco de la película Dynasty: The Making of a Guilty Pleasure donde interpretó al exitoso productor de series estadounidense Aaron Spelling.

## Vida personal
El 28 de octubre de 1978 se casó con Laura Soli, sin embargo el matrimonio terminó en 1984. Desde 1987 sale con la actriz y directora australiana Robyn Nevin.

## Filmografía

### Series de televisión
| Año         | Título                              | Personaje                    | Notas                                                                  |
| ----------- | ----------------------------------- | ---------------------------- | ---------------------------------------------------------------------- |
| 2009, 2011  | The Jesters                         | Agente Smith                 | 2 episodios                                                            |
| 2005        | MDA                                 | Dr. Nick Standish            | 4 episodios                                                            |
| 2003        | CNNNN: Chaser Non-Stop News Network | Cmdt. Oscar F. Hepple        | 2 episodios                                                            |
| 2003        | Always Greener                      | Nigel Milne                  | 2 episodios                                                            |
| 2003        | Farscape                            | Dr. Adrian Walker            | 2 episodios                                                            |
| 2000 - 2002 | BackBerner                          | Ben Waters                   | 6 episodios                                                            |
| 2000        | The Lost World                      | Phil Dillon                  | episodio "Tourist Season"                                              |
| 2000        | Tales of the South Seas             | -                            | episodio "The Rabblercrouser"                                          |
| 1996        | Flipper                             | Agente Smiley                | episodio "Radio Free Flipper"                                          |
| 1996        | Mercury                             | Jack Koper                   | -                                                                      |
| 1995        | Mirror, Mirror                      | Sir Ivor Creevey-Thorne      | 20 episodios                                                           |
| 1994        | The Damnation of Harvey McHugh      | Corky                        | episodio "Hey St Jude"                                                 |
| 1990, 1992  | Embassy                             | Ed Benson                    | 2 episodios                                                            |
| 1989        | Mission: Impossible                 | Woodward                     | episodio "The Greek"                                                   |
| 1989        | The Flying Doctors                  | Richard Hull                 | episodio "No Tears"                                                    |
| 1986        | The Challenge                       | Dennis Conner                | miniserie                                                              |
| 1986        | Cyclone Tracy                       | Harry                        | miniserie                                                              |
| 1985        | General Hospital                    | Algernon Durban              | -                                                                      |
| 1985        | Murder, She Wrote                   | Todd Worthy                  | episodio "Murder in the Afternoon"                                     |
| 1985        | Crazy Like a Fox                    | -                            | episodio "Till Death Do Us Part"                                       |
| 1982        | Dallas                              | Bill Johnson                 | 3 episodios                                                            |
| 1982        | Magnum P.I.                         | Clarke Troubshaw             | episodio "Foiled Again"                                                |
| 1982        | Falcon Crest                        | Martin Deering               | 2 episodios                                                            |
| 1982        | Disneyland                          | Reverendo Tull               | episodio "The Adventures of Pollyanna"                                 |
| 1981        | The Manions of America              | Sean O'Manion                | 2 episodios                                                            |
| 1980        | The Love Boat                       | Paul Stockwood               | episodio "Not So Fast, Gopher/Haven't We Met Before?/Foreign Exchange" |
| 1980        | The Martian Chronicles              | Cmdt. Arthur Black           | 3 episodios                                                            |
| 1977 - 1979 | The Amazing Spider-Man              | Peter Parker                 | 14 episodios                                                           |
| 1979        | Supertrain                          | David                        | episodio "Where Have You Been Billy Boy"                               |
| 1978        | The Hardy Boys/Nancy Drew Mysteries | Lt. Douglas Burke            | episodio "The Lady on Thursday at Ten"                                 |
| 1977        | Logan's Run                         | Hal (14)                     | episodio "The Judas Goat"                                              |
| 1977        | Eight Is Enough                     | Harold                       | 2 episodios                                                            |
| 1977        | The Oregon Trail                    | -                            | episodio "The Army Deserter"                                           |
| 1977        | The Fantastic Journey               | Tye                          | episodio "The Innocent Prey"                                           |
| 1977        | Hawaii Five-O                       | Calvin                       | episodio "Requiem for a Saddle Bronc Rider"                            |
| 1976        | Family                              | John Crosswell               | episodio "The Cradle Will Fall"                                        |
| 1976        | Petrocelli                          | Whitey                       | episodio "Blood Money"                                                 |
| 1976        | Rich Man, Poor Man                  | Walters                      | episodio "Part I: Chapters 1 and 2"                                    |
| 1974        | Lucas Tanner                        | Andy                         | episodio "Thirteen Going on Twenty"                                    |
| 1974        | Dirty Sally                         | John                         | episodio "Honk 'em, Squonk 'em, Git the Wampum"                        |
| 1973        | Gunsmoke                            | Britt                        | 2 episodios                                                            |
| 1973        | The Waltons                         | Theodore Albert Claypool Jr. | episodio "The Townie"                                                  |
| 1973        | The Brady Bunch                     | Doug Simpson                 | episodio "The Subject Was Noses"                                       |
| 1962        | The Defenders                       | Bobby Braden                 | episodio "The Last Six Months"                                         |

### Películas
| Año  | Título                                   | Personaje                   | Notas |
| ---- | ---------------------------------------- | --------------------------- | --- |
| 2019 | Érase una vez en Hollywood               | Sam Wanamaker               | junto a Leonardo DiCaprio, Brad Pitt y Margot Robbie                                                                    |
| 2018 | The BBQ                                  | Carver                      | junto a Shane Jacobson, Magda Szubanski y Julia Zemiro                                                                  |
| 2018 | Ladies in Black                          | Mr Ryder                    | junto a Angourie Rice, Rachael Taylor y Julia Ormond                                                                    |
| 2014 | Turkey Shoot                             | General Charles Thatcher II | junto a Dominic Purcell, Viva Bianca, Belinda McClory y Robert Taylor                                                   |
| 2009 | Mao's Last Dancer                        | Reportero                   | junto a Bruce Greenwood, Penne Hackforth-Jones, Christopher Kirby & Aden Young                                          |
| 2005 | Stealth                                  | Oficial Ejecutivo           | junto a Josh Lucas, Jessica Biel, Jamie Foxx, Sam Shepard & Richard Roxburgh                                            |
| 2005 | The Saviour                              | Pastor                      | corto - junto a Susan Prior, Rhys Muldoon & Adam J. Yeend                                                               |
| 2005 | Dynasty: The Making of a Guilty Pleasure | Aaron Spelling              | junto a John Terry, Melora Hardin, Robert Coleby, Holly Brisley & Rachael Taylor                                        |
| 2004 | Salem's Lot                              | -                           | junto a Rob Lowe, Donald Sutherland, Robert Mammone, Andy Anderson, Steven Vidler & Brendan Cowell                      |
| 2003 | The Rage in Placid Lake                  | Bill Taylor                 | junto a Rose Byrne, Miranda Richardson, Socratis Otto, Toby Schmitz & Nathaniel Dean                                    |
| 2003 | Future Tense                             | -                           | junto a Christopher Titus, Naveen Andrews, Robert Mammone & Diane Neal                                                  |
| 2001 | Child Star: The Shirley Temple Story     | Adolphe Menjou              | junto a Connie Britton, Colin Friels, Hinton Battle, Emily Hart & Ashley Rose                                           |
| 2001 | Crocodile Dundee in Los Angeles          | Curador                     | junto a Paul Hogan, Linda Kozlowski, Jere Burns & Jonathan Banks                                                        |
| 2000 | On the Beach                             | Presidente de USA           | junto a Armand Assante, Rachel Ward, Bryan Brown, Jacqueline McKenzie, Grant Bowler & Steve Bastoni                     |
| 1998 | 13 Gantry Row                            | Russell                     | junto a Anthony Phelan & Doris Younane                                                                                  |
| 1997 | 20,000 Leagues Under the Sea             | Saxon                       | junto a Michael Caine, Patrick Dempsey, Mia Sara, Bryan Brown & John Bach                                               |
| 1997 | Paradise Road                            | Marty Merritt               | junto a Glenn Close, Frances McDormand, Pauline Collins, Cate Blanchett & Jennifer Ehle                                 |
| 1993 | Frauds                                   | Detective Simms             | junto a Geoffrey Rush, Victoria Longley, David Roberts & Susan Lyons                                                    |
| 1993 | Irresistible Force                       | Teniente Nash               | junto a Stacy Keach, Kathleen Garrett, Michael Bacall, Martin Sacks & Penne Hackforth-Jones                             |
| 1993 | The Feds: Terror                         | Milton Morehouse            | junto a Robert Taylor, Angie Milliken, Zoe Bertram & Peter Hardy                                                        |
| 1992 | Frankie's House                          | Major Frey                  | junto a Iain Glen, Kevin Dillon, Steven Vidler & Stephen Dillane                                                        |
| 1990 | The Black Cobra 2                        | Lt. Kevin McCall            | junto a Fred Williamson, Emma Hoagland, Najid Jadali & Ned Hourani                                                      |
| 1990 | Beyond My Reach                          | Steven Schaffer             | junto a Alan Fletcher, Terri Garber & David Roberts                                                                     |
| 1989 | Trouble in Paradise                      | Arthur                      | junto a Raquel Welch, Jack Thompson & Anthony Brandon Wong                                                              |
| 1988 | Emerald City                             | Ian Wall                    | junto a Nicole Kidman, Robyn Nevin & Chris Haywood                                                                      |
| 1983 | The Tempest                              | Ferdinand                   | junto a Edward Edwards, William Hootkins, Ron Palillo & Ted Sorel                                                       |
| 1982 | The Adventures of Pollyanna              | Reverendo Tull              | junto a Shirley Jones, Patsy Kensit, Edward Winter & John Randolph                                                      |
| 1982 | Richard II                               | Hotspur                     | junto a Paul Shenar, Jeff Pomerantz, Nan Martin & William Bassett                                                       |
| 1977 | The Amazing Spider-Man                   | Peter Parker                | junto a David White, Lisa Eilbacher, Jeff Donnell & Thayer David                                                        |
| 1976 | Law of the Land                          | Brad Jensen                 | junto a Jim Davis, Don Johnson, Andrew Prine, Glenn Corbett & Jim McMullan                                              |
| 1974 | Sorority Kill                            | -                           | junto a JoAnna Cameron, Anthony Geary & Linda Kelsey                                                                    |
| 1974 | Double Solitaire                         | -                           | junto a Susan Clark, Norma Crane, Richard Crenna & Harold Gould                                                         |
| 1973 | Superdad                                 | Roger Rhinehurst            | junto a Bob Crane, Kurt Russell, Barbara Rush, Joe Flynn, Kathleen Cody & Dick Van Patten                               |
| 1973 | Outrage                                  | Ron Werner                  | junto a Robert Culp, Marlyn Mason, Beah Richards & Jacqueline Scott                                                     |
| 1972 | Cherry Blossoms                          | -                           | junto a Lino Brocka, Dante Rivero, Pilar Pilapil & Hilda Koronel                                                        |
| 1972 | Skyjacked                                | Peter Lindner               | junto a Charlton Heston, Yvette Mimieux, James Brolin, Claude Akins, Jeanne Crain & Susan Dey                           |
| 1971 | Mr. and Mrs. Bo Jo Jones                 | Evan Clark                  | junto a Desi Arnaz Jr., Dan Dailey, Dina Merrill, Tom Bosley & Jessie Royce Landis                                      |
| 1971 | Been Down So Long It Looks Like Up to Me | Agneau                      | junto a Barry Primus, David Downing, Susan Tyrrell, Philip Shafer & Bruce Davison                                       |
| 1967 | Soldier in Love                          | Joven John                  | junto a Norman Allen, Claire Bloom, Margaret Braidwood, Roderick Cook & Truman Gaige                                    |
| 1965 | The Sound of Music                       | Friedrich von Trapp         | junto a Julie Andrews, Christopher Plummer, Heather Menzies, Duane Chase, Angela Cartwright, Debbie Turner y Kym Karath |
| 1963 | Lord of the Flies                        | Robert                      | junto a James Aubrey, Tom Chapin, Hugh Edwards, Roger Elwin & Tom Gaman                                                 |

### Director y escritor
| Año  | Título                 | Notas                      |
| ---- | ---------------------- | -------------------------- |
| 2010 | Lying Cheating Bastard | obra - director & escritor |
| 1999 | Secret Men's Business  | película - escritor        |
| 1998 | A Difficult Woman      | miniserie - escritor       |

### Documental
| Año  | Título                                      | Notas                                                                |
| ---- | ------------------------------------------- | -------------------------------------------------------------------- |
| 2010 | 20 to 1                                     | apareció en el documental - episodio "Our All Time Favourite Films"  |
| 2005 | The 100 Greatest Family Films               | apareció en el documental                                            |
| 2001 | After They Were Famous                      | apareció en el documental - episodio "The Sound of Music - Children" |
| 2001 | The Sound of Music Children                 | apareció en el documental                                            |
| 2000 | The Track                                   | apareció en el documental como Mark Twain - episodio "A Rough Start" |
| 1994 | The Sound of Music: From Fact to Phenomenon | apareció en el documental                                            |

### Teatro
| Año        | Obra                     | Personaje | Director (a)     | Teatro               | Notas                                                                    |
| ---------- | ------------------------ | --------- | ---------------- | -------------------- | ------------------------------------------------------------------------ |
| 2012       | Queen Lear               | Cornwall  | Rachel McDonald  | Melbourne Theatre    | junto a Robyn Nevin, Genevieve Picot, Alexandra Schepisi & Richard Piper |
| 2009       | Moonlight & Magnolias    | Ben Hecht | Bruce Beresford  | Melbourne Theatre    | junto a Patrick Brammall, Stephen Lovatt & Marg Downey                   |
| 2005, 2006 | The Young Tycoons        | -         | Michael Pigott   | Darlinghurst Theatre | junto a Zoe Tuckwell-Smith, Michael Cullen & Jonathan Gavin              |
| 1993       | The Old Boy              | -         | Denny Lawrence   | Ensemble Theatre     | junto a Ronald Falk, Carlton Lamb, Andrea Moor & James Sinclair          |
| 1992       | Lost in Yonkers          | -         | Philip Cusack    | Lyric Theatre        | junto a Ruth Cracknell, Damon Herriman & Pamela Rabe                     |
| 1991       | South American Barbecue  | -         | Peter Barclay    | Belvoir St. Theatre  | junto a Jeanette Cronin, Peter Fisher, Susan Lyons & Duncan Wass         |
| 1989, 1990 | The Cocktail Hour        | -         | Richard Cottrell | -                    | junto a Joanna McCallum, John McCallum & Googie Withers                  |
| 1987       | Women in Mind            | -         | Richard Wherrett | Drama Theatre        | junto a Robyn Nevin, Donald MacDonald, Andrea Moor & David Whitney       |
| 1965       | The Happiest Millionaire | -         | -                | -                    | junto a Eileen Bennett                                                   |